# Karim Khudsiani
Karim Khudsiani (em persa: کریم خودسیانی) é roteirista, apresentador de televisão e ator iraniano.  

## Carreira profissional
Com experiência em diferentes áreas do cinema, ele continuou escrevendo roteiros como sua principal profissão.

### Como escritor
- Saye roshan 2011 (série) [4]
- Ba ejaze bozorgtarha 2009 (série) [5]
- Termo (série) [6]
- Tajrobe haye aghaye khoshbakht (série) [7]
- Labkhande bedune lahje (série) [8]
- Siliye Shirin [9]
- 10 de março de 2015 [10]
- Chocolate 2017 [11]
- Katyusha 2018 [12]

### Como apresentador
- Simaye Khanevade [6]
- Saate Sheni [13]
- Emrouz Hanouz Tamoum Nashode [14]

### Como ator
- Governo secreto (dolate makhfi)[15]
- Hamchon Sarv[16]
- Khastegaran [17]